# Lijst van premiers van Zambia
Hieronder volgt een lijst van ministers-presidenten van Zambia.

## Premiers van Zambia (1964-1991)
| Premier                                                                                                 | Premier                    | Ambtstermijn                      | Partij |
| --- | -------------------------- | --------------------------------- | ------ |
| | Kenneth Kaunda (1924-2021) | 22 januari 1964 - 24 oktober 1964 | UNIP   |
| | Mainza Chona               | 25 augustus 1973 - 27 mei 1975    | UNIP   |
| | Elijah Mudenda             | 27 mei 1975 - 20 juli 1977        | UNIP   |
| | Mainza Chona               | 20 juli 1977 - 15 juni 1978       | UNIP   |
| | Daniel Lisulo              | 15 juni 1978 - 18 februari 1981   | UNIP   |
| | Nalumino Mundia            | 18 februari 1981 - 24 april 1985  | UNIP   |
| | Kebby Musokotwane          | 24 april 1985 - 15 maart 1989     | UNIP   |
| | Malimba Masheke            | 15 maart 1989 - 31 augustus 1991  | UNIP   |
| Het ambt werd op 31 augustus 1991 afgeschaft. Sindsdien is de president van Zambia ook regeringsleider. |                            |                                   |        |